# Pseudotocinclus
Pseudotocinclus is een geslacht van straalvinnige vissen uit de familie van de harnasmeervallen (Loricariidae).

## Soorten
- Pseudotocinclus juquiae Takako, Oliveira & Oyakawa, 2005
- Pseudotocinclus parahybae Takako, Oliveira & Oyakawa, 2005
- Pseudotocinclus tietensis (Ihering, 1907)